# Carlos Moedas
Carlos Moedas (Beja, 10 de agosto de 1970) es un ingeniero civil, economista y político portugués. Fue secretario de Estado adjunto al primer ministro entre 2011 y 2014. De 2014 a 2019 se desempeñó como comisario europeo de Investigación, Ciencia e Innovación. Desde octubre de 2021 es alcalde de la capital de Portugal, Lisboa.

## Biografía
Hijo pequeño de Zé Moedas, un histórico comunista convencido, cofundador del Diário do Alentejo. A los 23 terminó sus estudios en Ingeniería Civil por el Instituto Superior Técnico de la Universidad Técnica de Lisboa. También posee una Maestría en Administración de Negocios por la Harvard Business School. Después fue a trabajar a Londres en Goldman Sachs

### Política
Fue coordinador del área económica del Gabinete de Estudios del Partido Social Demócrata  y del equipo conservador que negoció con el Partido Socialista la aprobación de los presupuestos generales de 2011 junto con Eduardo Catroga. Fue candidato y cabeza de lista por Beja en las elecciones legislativas de 2011 y fue elegido diputado en la Asamblea de la República, lo que lo convirtió en el primer diputado conservador por esa circunscripción desde 1995.
Sin embargo, solo estuvo de diputado un día, ya que pasó a ocupar el cargo de secretario de Estado adjunto al primer ministro el 21 de junio de 2011 y se convirtió en uno de los negociadores con la troika. A principios de agosto, el primer ministro portugués Pedro Passos Coelho lo designó candidato portugués a la Comisión Europea. El 1 de noviembre de 2014 tomó posesión del cargo de comisario europeo de Investigación, Ciencia e Innovación en la Comisión Juncker.